# Antofagasta, Chile
Antofagastaⓘ (/antofa'γasta/) là thành phố cảng ở phía bắc Chile, là thủ phủ của tỉnh Antofagasta. Thành phố này cách Santiago 700 dặm về phía bắc. Đây là thủ phủ của cả vùng Antofagasta và tỉnh Antofagasta. Theo điều tra dân số năm 2002, thành phố có dân số đô thị 296.905 người và dân số vùng đô thị là 318.779. Tên gọi của thành phố lấy một từ của Quechua hay Aymara. Khu vực này có dân định cư năm 1870 và đã nhanh chóng phát triển khi người ta phát hiện trữ lượng lớn mỏ nitrat ở sa mạc Atacama gần đó. Thành phố này xuất khẩu đồng và nitrat và nhiều kim loại khác như: bạc, chì, kẽm, wolfram. Thành phố Antofagasta là nơi có bến cảng duy nhất được bao bọc ở bờ Thái Bình Dương của Chile. Thành phố này là trung tâm vận tải hàng hóa cho khu vực không có biển Bolivia.

## Khí hậu
| Dữ liệu khí hậu của Antofagasta           | Dữ liệu khí hậu của Antofagasta | Dữ liệu khí hậu của Antofagasta | Dữ liệu khí hậu của Antofagasta | Dữ liệu khí hậu của Antofagasta | Dữ liệu khí hậu của Antofagasta | Dữ liệu khí hậu của Antofagasta | Dữ liệu khí hậu của Antofagasta | Dữ liệu khí hậu của Antofagasta | Dữ liệu khí hậu của Antofagasta | Dữ liệu khí hậu của Antofagasta | Dữ liệu khí hậu của Antofagasta | Dữ liệu khí hậu của Antofagasta | Dữ liệu khí hậu của Antofagasta |
| Tháng                                     | 1                               | 2                               | 3                               | 4                               | 5                               | 6                               | 7                               | 8                               | 9                               | 10                              | 11                              | 12                              | Năm                             |
| ----------------------------------------- | ------------------------------- | ------------------------------- | ------------------------------- | ------------------------------- | ------------------------------- | ------------------------------- | ------------------------------- | ------------------------------- | ------------------------------- | ------------------------------- | ------------------------------- | ------------------------------- | ------------------------------- |
| Cao kỉ lục °C (°F)                        | 30.0 (86.0)                     | 29.8 (85.6)                     | 29.8 (85.6)                     | 27.9 (82.2)                     | 26.5 (79.7)                     | 23.6 (74.5)                     | 22.2 (72.0)                     | 26.8 (80.2)                     | 25.1 (77.2)                     | 26.6 (79.9)                     | 25.8 (78.4)                     | 29.8 (85.6)                     | 30.0 (86.0)                     |
| Trung bình ngày tối đa °C (°F)            | 23.2 (73.8)                     | 23.3 (73.9)                     | 22.3 (72.1)                     | 20.4 (68.7)                     | 18.7 (65.7)                     | 17.3 (63.1)                     | 16.5 (61.7)                     | 16.6 (61.9)                     | 17.2 (63.0)                     | 18.2 (64.8)                     | 19.8 (67.6)                     | 21.7 (71.1)                     | 19.6 (67.3)                     |
| Trung bình ngày °C (°F)                   | 20.3 (68.5)                     | 20.2 (68.4)                     | 19.2 (66.6)                     | 17.4 (63.3)                     | 15.8 (60.4)                     | 14.6 (58.3)                     | 14.0 (57.2)                     | 14.1 (57.4)                     | 14.8 (58.6)                     | 15.7 (60.3)                     | 17.2 (63.0)                     | 18.9 (66.0)                     | 16.8 (62.2)                     |
| Tối thiểu trung bình ngày °C (°F)         | 17.5 (63.5)                     | 17.2 (63.0)                     | 16.3 (61.3)                     | 14.7 (58.5)                     | 13.4 (56.1)                     | 12.3 (54.1)                     | 11.8 (53.2)                     | 12.2 (54.0)                     | 12.8 (55.0)                     | 13.9 (57.0)                     | 15.1 (59.2)                     | 16.4 (61.5)                     | 14.5 (58.1)                     |
| Thấp kỉ lục °C (°F)                       | 9.5 (49.1)                      | 8.0 (46.4)                      | 10.1 (50.2)                     | 10.0 (50.0)                     | 8.4 (47.1)                      | 3.2 (37.8)                      | 4.4 (39.9)                      | 3.4 (38.1)                      | 3.0 (37.4)                      | 3.6 (38.5)                      | 5.5 (41.9)                      | 5.0 (41.0)                      | 3.0 (37.4)                      |
| Lượng Giáng thủy trung bình mm (inches)   | 0.2 (0.01)                      | 0.0 (0.0)                       | 0.1 (0.00)                      | 0.0 (0.0)                       | 0.3 (0.01)                      | 1.2 (0.05)                      | 0.3 (0.01)                      | 0.4 (0.02)                      | 0.6 (0.02)                      | 0.1 (0.00)                      | 0.1 (0.00)                      | 0.1 (0.00)                      | 3.4 (0.12)                      |
| Số ngày giáng thủy trung bình             | 0.2                             | 0.0                             | 0.1                             | 0.0                             | 0.2                             | 0.3                             | 0.3                             | 0.4                             | 0.7                             | 0.2                             | 0.2                             | 0.1                             | 2.7                             |
| Độ ẩm tương đối trung bình (%)            | 76                              | 77                              | 78                              | 79                              | 79                              | 79                              | 78                              | 78                              | 77                              | 77                              | 75                              | 75                              | 77                              |
| Số giờ nắng trung bình tháng              | 319.3                           | 291.0                           | 294.5                           | 252.0                           | 229.4                           | 207.0                           | 204.6                           | 213.9                           | 219.0                           | 260.4                           | 276.0                           | 310.0                           | 3.077,1                         |
| Số giờ nắng trung bình ngày               | 10.3                            | 10.3                            | 9.5                             | 8.4                             | 7.4                             | 6.9                             | 6.6                             | 6.9                             | 7.3                             | 8.4                             | 9.2                             | 10.0                            | 8.4                             |
| Nguồn 1: Dirección Meteorológica de Chile |                                 |                                 |                                 |                                 |                                 |                                 |                                 |                                 |                                 |                                 |                                 |                                 |                                 |
| Nguồn 2: Universidad de Chile (nắng)      |                                 |                                 |                                 |                                 |                                 |                                 |                                 |                                 |                                 |                                 |                                 |                                 |                                 |

## Một vài hình ảnh

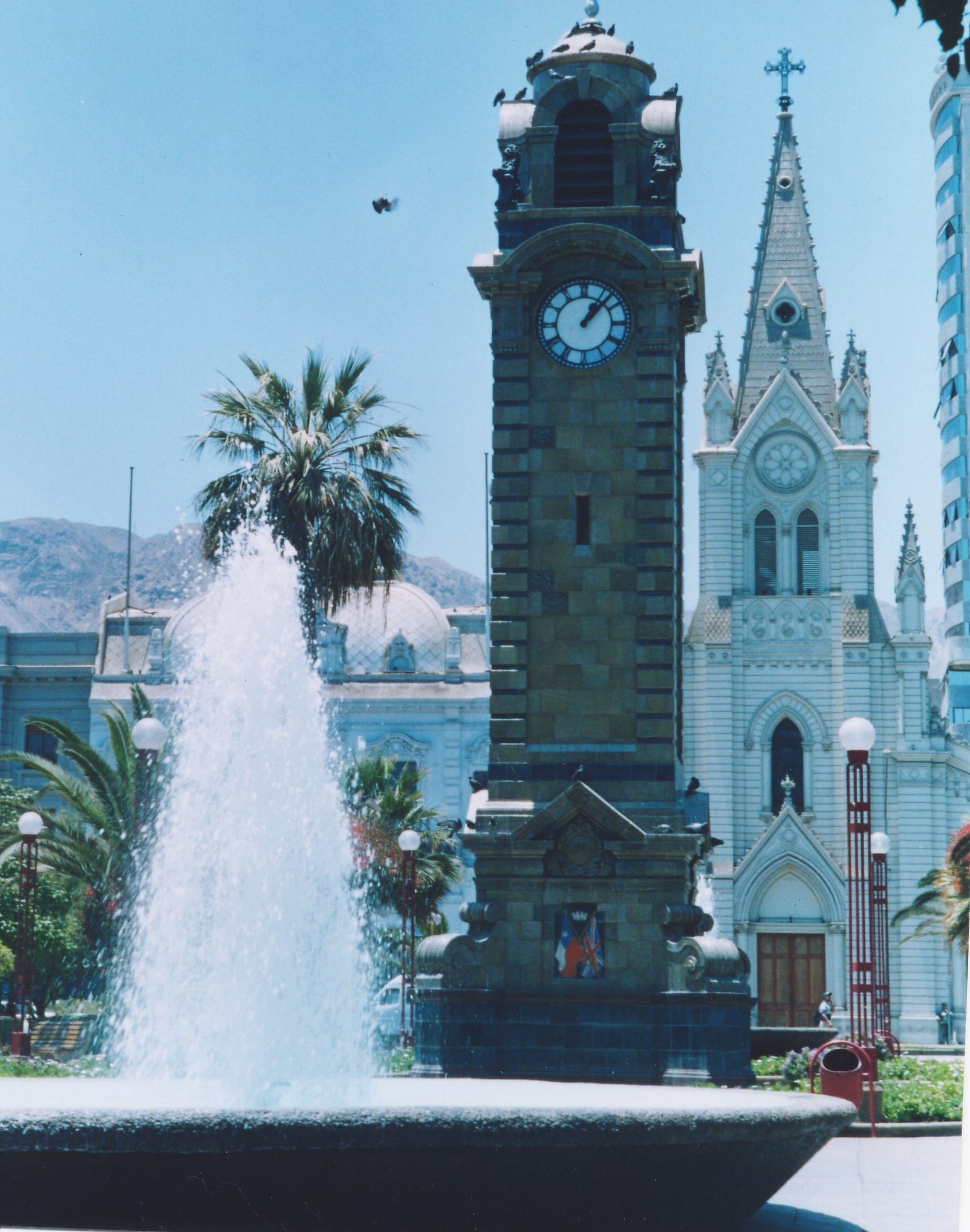
Plaza and cathedral
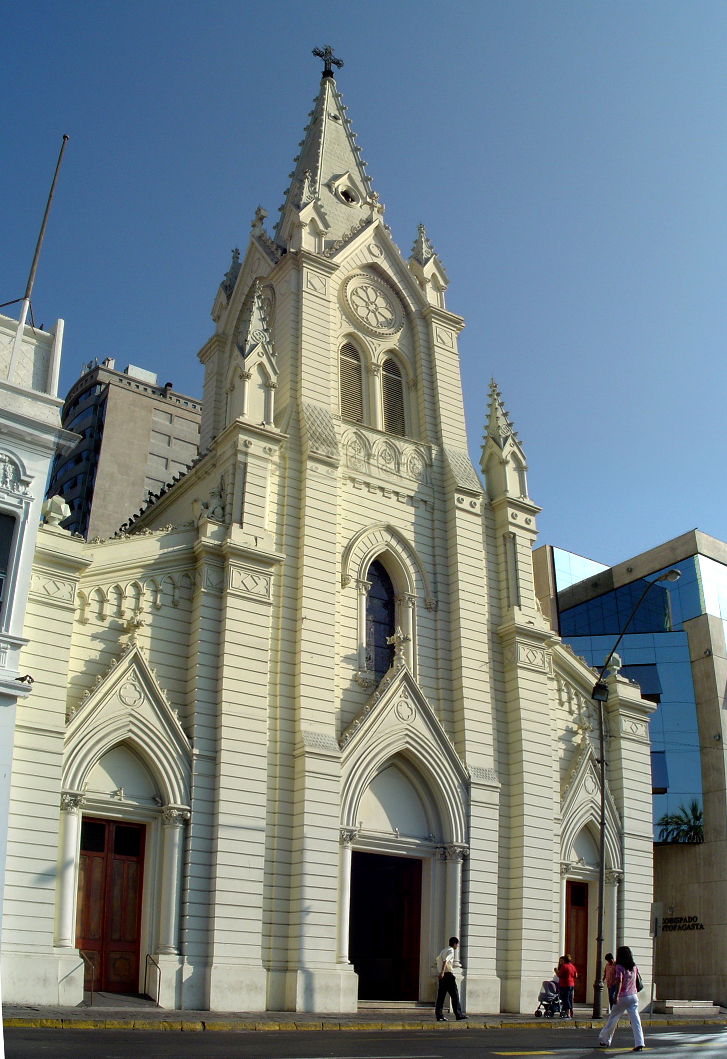
San Jose cathedral
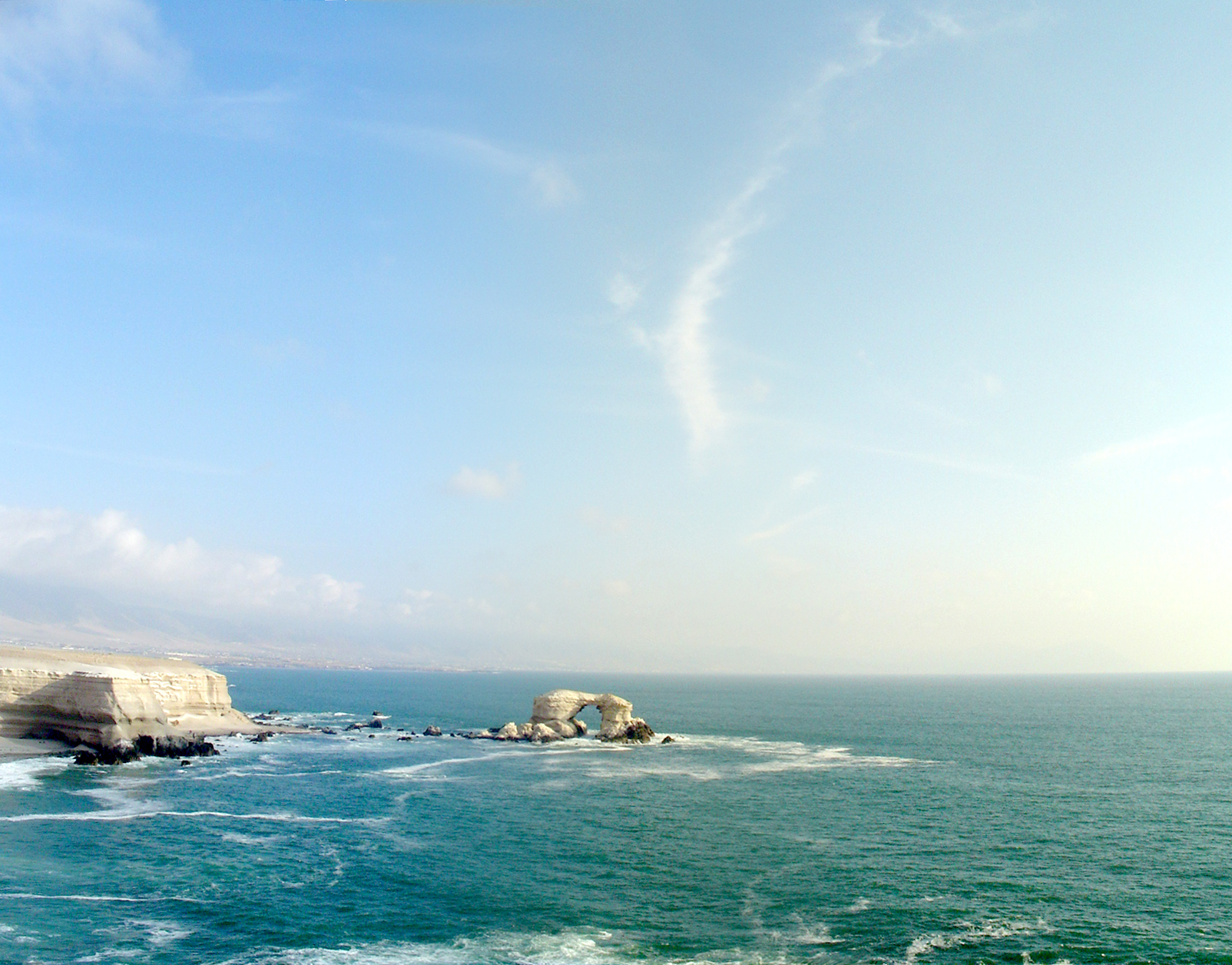
La Portada de Antofagasta
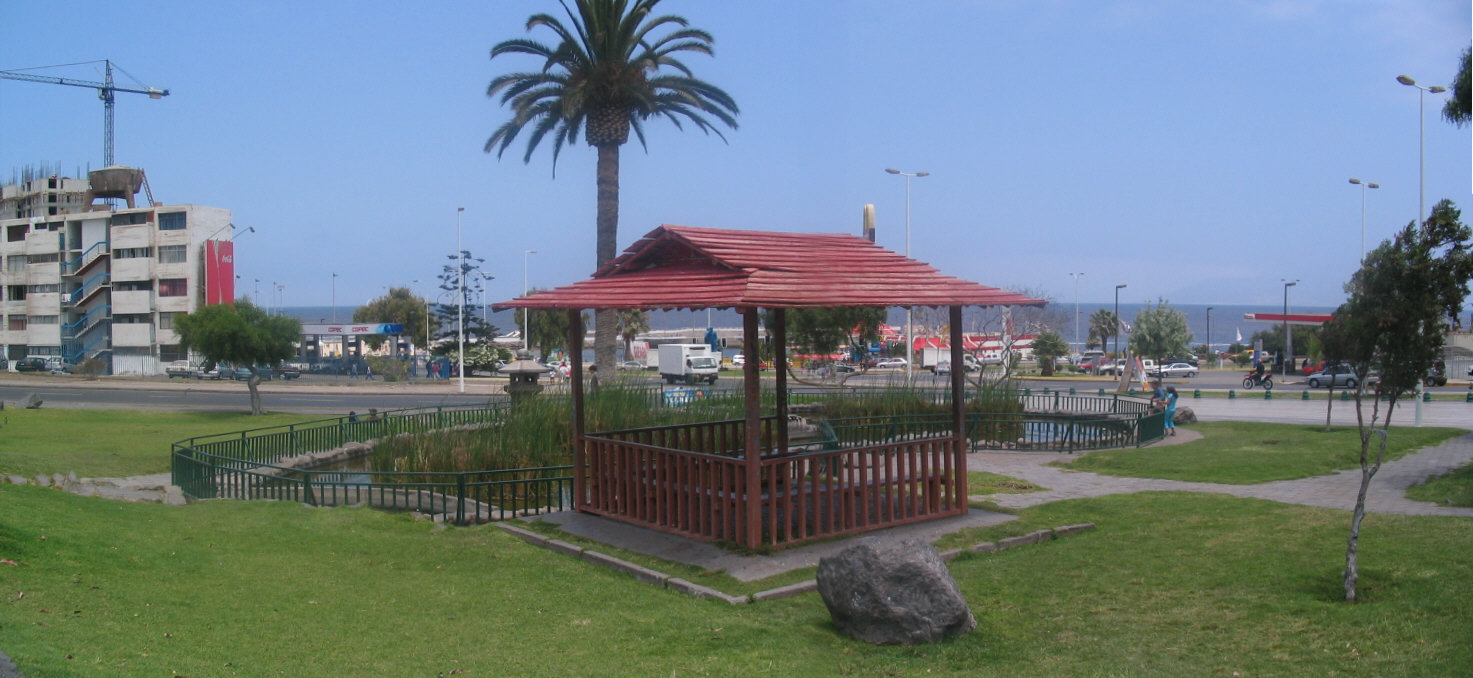
Japanese Park